# Peter Breggin
Peter Roger Breggin (né le 11 mai 1936) est un psychiatre américain connu pour sa critique radicale de l'électroconvulsivothérapie, des traitements psychotropes et du modèle biomédical de la psychiatrie,,,. Dans ses livres, il préconise une nouvelle approche de la psychiatrie fondée sur la psychothérapie (en lieu et place du recours aux médicaments psychotropes), des mesures éducatives, davantage d'empathie et d'amour,.
Il est généralement cité parmi les personnalités les plus influentes du mouvement antipsychiatrique américain,.
Breggin vit maintenant à New York et a un cabinet de psychiatrie à Ithaca.

## Éducation et début de carrière
Breggin est diplômé de l'université Harvard en 1958, il étudie ensuite à l'école de médecine Case Western Reserve. Sa formation spécialisée en psychiatrie a commencé avec une année d'internat mixte de médecine et de psychiatrie à l'Université d'État de New York de Syracuse, où il est l'élève de Thomas Szasz. Breggin a complété une première année d'assistanat en psychiatrie à Boston au  Harvard Massachusetts Mental Health Center et a terminé ses deux dernières années d'assistanat en psychiatrie à SUNY. Il a ensuite travaillé durant deux ans à Institut National de la Santé Mentale (NIMH). Peter Breggin a enseigné dans plusieurs universités, obtenant des charges d'enseignement à la Washington School of Psychiatry, au département de Conseling de la Johns Hopkins University ainsi qu'à l'Institut d'analyse et de résolution  des conflits à la George Mason University. Peter Breggin travaille en libéral dans un cabinet privé depuis 1968.

## Un personnage médiatique
Peter Breggin est un écrivain prolifique, auteur de près de vingt livres et d'innombrables articles. Dans ses ouvrages, il mène une véritable croisade contre la prescription de médicaments psychotropes par les psychiatres. Breggin est en effet convaincu du caractère foncièrement nocif de ce type de médication. Pour lui, l'industrie pharmaceutique et les psychiatriques sont ligués contre les patients, sous-estimant les effets secondaires et surestimant les effets bénéfiques des médicaments psychotropes. 
Un grand nombre de ses écrits traitent du processus d'approbation des médicaments psychotropes par la Food and Drug Administration (FDA), de l'évaluation des essais cliniques et de l'implication des industries pharmaceutiques dans ce processus, ainsi que ce qu'il considère relever du manque d'éthique de la pratique psychiatrique. Les thèses de Peter Breggin rencontrent un succès certain auprès du grand public, ses livres connaissent un succès considérable. Peter Breggin est régulièrement invité à des émissions télévisuelles très populaires aux États-Unis, comme Good Morning America, The Oprah Winfrey Show, 60 Minutes, 20/20. Il a par ailleurs sa propre chaîne sur Youtube, une émission hebdomadaire radiophonique et il tient son propre blog sur le site antipsychiatrique Mad in America.
En 1972, il a fondé le Center for the Study of Psychiatry (Centre pour l'étude de la psychiatrie), qui est devenu entre-temps le International Center for the Study of Psychiatry and Psychology (Centre international pour l'étude de la psychiatrie et de la psychologie). Plus tard, il a dirigé le Center for the Study of Empathic Therapy (Centre pour l'étude de la thérapie empathique). En 1999, il a co-fondé avec David Cohen et Steven Baldwin la revue Ethical Human Psychology and Psychiatry, (Psychologie humaine éthique et psychiatrie), où il a publié une grande part de ses articles. Par ailleurs, un documentaire sur la vie de Peter Breggin,  intitulé La Conscience de la Psychiatrie, est sorti en 2009.
Bien que Peter Breggin publie énormément et que ses livres soient truffés de références à des études scientifiques, ses ouvrages ne répondent pas aux exigences de rigueur scientifique qui lui permettraient de participer pleinement aux débats de la communauté scientifique. En effet, Peter Breggin a une simple pratique privée et n'a jamais participé à des études scientifiques relatives à la psychopharmacologie clinique ou à d'autres sujets relatifs à la psychiatrie. Son travail est plutôt celui d'un commentateur : il lit et commente les études réalisées par des chercheurs qui, contrairement à lui, publient dans des publications peer-reviewed : ses livres sont le fruit d'un travail de type journalistique. En un sens, on pourrait considérer que Peter Breggin réalise un travail de vulgarisation scientifique. Cependant, Peter Breggin n'adopte nullement la neutralité de ton qui est généralement la marque de ce type d'ouvrage. Par ailleurs, des scientifiques lui reprochent d'inféoder sa lecture de leurs travaux à son propre agenda antipsychiatrique, voire de procéder à des détournements de source,,.

## Travaux et publications
Ses travaux se sont concentrés sur les effets secondaires négatifs des médicaments psychiatriques, faisant valoir que les effets secondaires nocifs l'emportent généralement sur les avantages. Breggin soutient également que les interventions psychosociales sont presque toujours supérieures dans le traitement de la maladie mentale. 

### Un paradigme différent
Il plaide abondamment pour un nouveau paradigme de la psychiatrie dont seraient bannis la prescription de médicaments psychotropes, le traitement par électroconvulsivothérapie (ECT), la psychochirurgie, les hospitalisations psychiatriques sans consentement .Selon Breggin, l'étiologie des troubles mentaux est à rechercher uniquement dans l'éducation reçue et l'environnement psychosocial de la personne et tout traitement pharmaceutique de ces troubles est à bannir. Seules des interventions de type éducative ou psychothérapeutiques lui semblent scientifiquement fondées et à même de diminuer la souffrance psychique. Ainsi, il ne réfute pas l'existence de la souffrance psychique ou l'existence réelle de symptômes psychiatriques, mais il réfute vigoureusement certaines hypothèses de la psychiatrie contemporaine. Il ne pense pas qu'il soit utile d'établir des diagnostics psychiatriques pour organiser les traitements des patients - pour lui, le diagnostic en lui-même a un effet iatrogène, en particulier en ce qui concerne les enfants. Par ailleurs, il reproche à l'industrie pharmaceutique de manipuler la nosographie psychiatrique afin de vendre toujours plus de médicaments et pour des durées le plus longue possibles. Pour lui, certains diagnostics, comme celui du trouble du déficit de l'attention avec ou sans hyperactivité ne correspond à aucune réelle maladie.

### Lutte contre l'industrie pharmaceutique
Si d'autres professionnels s'inquiètent également des possibles conflits d'intérêts entre l'industrie pharmaceutique et la recherche scientifique en psychiatrie, Breggin va plus loin car pour lui il existe un véritable complot contre les personnes souffrant de troubles psychiques. Selon Breggin, l'industrie pharmaceutique véhicule de la désinformation, qui est acceptée sans méfiance par les médecins: « le psychiatre accepte la mauvaise science sur laquelle est fondée en premier lieu l'existence même de toutes ces maladies mentales. À partir de là, il n'y a qu'un pas pour considérer que les médicaments sont le remède à ces maladies». Pour lui, les relations financières entre les compagnies pharmaceutiques, les chercheurs et les associations professionnelles comme l'American Psychiatric Association sont la source d'études scientifiques biaisées et à une mise en danger des patients psychiatriques. Il n'hésite pas à affirmer que les médicaments psychotropes  sont des neurotoxines qui empoisonnent le cerveau,. 
Il affirme: « Si les neuroleptiques étaient utilisés pour traiter d'autres personnes que les malades mentaux, ils auraient été interdit il y a longtemps. Si leur utilisation ne servaient pas de puissants groupes d'intérêt, tels que l'industrie pharmaceutique et la psychiatrie telle qu'elle est organisée, ils seraient très rarement utilisées. Dans l'intervalle, les neuroleptiques ont produit la pire épidémie de maladie neurologique de l'histoire. À minima, leur utilisation devrait être sévèrement réduite. » 
Dans son livre, Reclaiming Our Children, Peter Breggin appelle à un traitement éthique des enfants. Breggin soutient que la maltraitance des enfants est une tragédie nationale (américaine), y compris les diagnostics psychiatriques et la prescription de médicaments pour les enfants dont les besoins n'ont pas été satisfaits autrement. Il s'oppose en particulier à la prescription de médicaments psychiatriques aux enfants, arguant qu'elle distrait de leurs besoins réels dans la famille et à l'école, et qu'elle est potentiellement nocive pour leur cerveau et leur système nerveux en développement.

### Plainte contre Breggin
En 1987, l'Alliance nationale pour la maladie mentale (NAMI) a déposé une plainte contre Breggin avec le conseil d'administration de l'État du Maryland. NAMI était en colère à propos de remarques faites sur Le Oprah Winfrey Show le 2 avril 1987. Dans cette émission télévisée, Breggin a déclaré que les patients atteints de maladie mentale doivent juger leurs cliniciens en termes d'empathie et de soutien ; s'ils n'ont pas réussi à leur témoigner un intérêt réel et ont essayé de leur prescrire des médicaments au cours de la première session, Breggin leur conseille de demander de l'aide ailleurs. Il a également souligné les effets iatrogéniques des neuroleptiques. Il a été défendu par des psychiatres qui ont reconnu son droit de déclarer publiquement son opinion critique. Breggin a été lavé de toute faute du Maryland medical board. Time Magazine a noté que d'autres professionnels de la santé mentale s'inquiétaient que "Breggin renforce le mythe que la maladie mentale n'est pas réelle, que vous n'êtes pas malade, si vous souhaitez vous hisser à la force du poignet... de son point de vue d'empêcher des personnes d'obtenir un traitement. Ils ont un coût de la vie."

### TDAH et Ritalin
Le New York Times a qualifié Breggin de critique le plus connu du pays du diagnostic de trouble déficitaire de l'attention avec hyperactivité (TDAH) le plus connu au pays. Dès 1991, il a ironiquement inventé l'acronyme DADD, déclarant que « ... la plupart des enfants dits TDAH ne reçoivent pas suffisamment d'attention de la part de leurs pères qui sont séparés de la famille, trop préoccupés par le travail et d'autres choses, ou dont la capacité parentale est altérée d'une autre manière. Dans de nombreux cas, le diagnostic approprié est le trouble déficitaire de l'attention du père (DADD)». Breggin a écrit deux livres sur le sujet intitulé Talking Back to Ritalin et The Ritalin Factbook. Dans ces livres, il a fait des déclarations très controversées, telles que « la Ritalin "marche" en produisant des dysfonctionnements dans le cerveau plutôt que par l'amélioration de la fonction cérébrale. C'est la seule façon que cela fonctionne».
Avec Fred Baughman, Breggin a témoigné sur le TDAH devant le Congrès des États-Unis. Au Congrès, Breggin a affirmé «qu'il n'y avait pas d'études scientifiques validant le TDAH », que les enfants diagnostiqués avec le TDAH avaient besoin de « discipline et d'une meilleure instruction» plutôt que de médicaments psychiatriques, et que les stimulants thérapeutiques «sont les drogues les plus addictives connues en médecine aujourd'hui ».

## Publications

### Livres
| Année                            | Titre | Éditeur                                                      | ISBN ou ASIN             |
| -------------------------------- | --- | ------------------------------------------------------------ | ------------------------ |
| 2021                             | Covid-19 and the Global Predators: We are the Prey                                                                                     | Pre-Order/Ebook                                              | (ISBN 9780982456064)     |
| 2016                             | Psychosocial Approaches to Deeply Disturbed Persons                                                                                    | Routledge                                                    | (ISBN 1138984167)        |
| 2015                             | Guilt, Shame, and Anxiety: Understanding and Overcoming Negative Emotions                                                              | Prometheus Books (5 Jan. 2015)                               | (ISBN 978-1616141493)    |
| 2012                             | Psychiatric Drug Withdrawal: A Guide for Prescribers, Therapists, Patients and their Families                                          | New York: Springer Publishing Company                        | (ISBN 978-0826108432)    |
| 2011                             | Empathic Therapy by Peter R. Breggin MD, film on DVD                                                                                   | Studio: Lake Edge Press                                      | (ASIN B00KWLKBLA)        |
| 2009                             | Wow, I'm an American! How to Live Like Our Nation's Heroic Founders                                                                    | Lake Edge Press                                              | (ISBN 978-0-9824560-1-9) |
| 2009                             | The Conscience of Psychiatry: The Reform Work of Peter R.                                                                              | Lake Edge Press (August 25, 2009)                            | (ISBN 978-0982456002)    |
| 2008                             | Medication Madness: A Psychiatrist Exposes the Dangers of Mood-Altering Medications                                                    | New York: St. Martin's Press                                 | (ISBN 978-0312363383)    |
| 2008                             | Brain-Disabling Treatments in Psychiatry: Drugs, Electroshock and the Psychopharmaceutical Complex, Second Edition                     | New York: Springer Publishing Company                        | (ISBN 978-0826129345)    |
| 2007                             | Your Drug May Be Your Problem: How and Why to Stop Taking Psychiatric Medications, Second Edition                                      | Cambridge MA: Perseus Books                                  | (ISBN 978-0738210988)    |
| 2002                             | The Ritalin Fact Book: What Your Doctor Won't Tell You                                                                                 | Cambridge: Perseus Books                                     | (ISBN 978-0738204505)    |
| 2001                             | The Anti-Depressant Fact Book: What Your Doctor Won't Tell You About Prozac, Zoloft, Paxil, Celexa, and Luvox                          | Cambridge: Perseus Books                                     | (ISBN 978-0738204512)    |
| 2001                             | Talking Back to Ritalin: What Doctors Aren't Telling You About Stimulants and ADHD. Revised                                            | Cambridge: Perseus Books                                     | (ISBN 978-0738205441)    |
| 2000                             | Reclaiming Our Children: A Healing Solution for a Nation in Crisis                                                                     | Cambridge MA: Perseus Books                                  | (ISBN 978-0738204260)    |
| 1997                             | Brain-Disabling Treatments in Psychiatry: Drugs, Electroshock and the Role of the FDA                                                  | New York: Springer Publishing Company                        | (ISBN 978-0826194916)    |
| 1997; new paperback edition 2006 | The Heart of Being Helpful: Empathy and the Creation of a Healing Presence                                                             | New York: Springer Publishing Company                        | (ISBN 978-0826102744)    |
| 1994                             | Toxic Psychiatry: Why Therapy, Empathy and Love Must Replace the Drugs, Electroshock, and Biochemical Theories of the "New Psychiatry" | Publisher: St. Martin's Griffin; 1 edition (August 15, 1994) | (ASIN B0044KN0RM)        |
| 1992                             | Beyond Conflict: From Self-Help and Psychotherapy to Peacemaking                                                                       | New York: St. Martin's Press                                 | (ASIN B01FEOK6LY)        |
| 1991                             | Toxic Psychiatry: Why Therapy, Empathy and Love Must Replace the Drugs, Electroshock, and Biochemical Theories of the "New Psychiatry" | New York: St. Martin's Press                                 | (ASIN B017RC8FZA)        |
| 1983                             | Psychiatric Drugs: Hazards to the Brain                                                                                                | New York: Springer Publishing Company                        | (ASIN B01FIXS0ZK)        |
| 1979                             | Electroshock: Its Brain-Disabling Effects                                                                                              | New York: Springer Publishing Company                        | (ISBN 978-0826127105)    |
| 1972                             | After The Good War: A Love Story | New York: Popular Library                                    | (ISBN 978-0812814927)    |

## À savoir
- (en) Cet article est partiellement ou en totalité issu de l’article de Wikipédia en anglais intitulé « Peter Breggin » (voir la liste des auteurs).